# Bạch vệ
Phong Trào Bạch Vệ (tiếng Nga: Бѣлое движение, chuyển tự: Bѣloye dvizheniye) là một trong những lực lượng chính trong Nội chiến Nga từ năm 1917 - 1922. Là lực lượng gồm cả chính trị và quân sự dưới sự lãnh đạo của các sĩ quan cánh hữu và bảo hoàng của Đế Quốc Nga được gọi chung là Bạch Quân hay Bạch Vệ, lực lượng này chống lại những người Bolshevik sau Cách mạng tháng Mười và chiến đấu chống lại Hồng quân trong Nội chiến Nga từ năm 1917 đến năm 1923.
Mặc dù Bạch Vệ bao gồm những người có các tư tưởng đối lập với Bolshevik, Từ các tư tưởng tự do cộng hòa qua chủ nghĩa quân chủ chuyên chế đến chủ nghĩa dân tộc cực hữu như lực lượng "Black Hundreds" và không có một lãnh đạo hay học thuyết được chấp nhận rộng rãi, lực lượng đứng sau phong trào này là những sĩ quan bảo thủ và phong trào Bạch Vệ có nhiều đặc điểm chung về các phong trào phản cách mạng cánh hữu thời bấy giờ, cụ thể là chủ nghĩa dân tộc, phân biệt chủng tộc, sự ngờ vực với chính trị tự do và dân chủ, chủ nghĩa tôn giáo trị, coi thường dân thường và từ chối nền văn minh công nghiệp; Vào tháng Tư năm 1918, phong trào thống nhất trên cương lĩnh cánh hữu độc tài xoay quanh Alexander Kolach là lãnh đạo. Phong trào bảo vệ các trật tự cũ của tiền cách mạng Nga, mặc dù lí tưởng của phong trào là một nước "Nga Thần Thánh", là dấu hiệu cho thấy sự hiểu biết tôn giáo của Phong trào về thế giới. Các chính sách tích cực của phong trào được xoay quanh khẩu hiệu "Nước Nga thống nhất và không thể chia cắt" có nghĩa là khôi phục lại biên giới cũ của nước Nga trước Thế Chiến I, và sự phủ nhận quyền tự quyết. Phong trào này gắn liền với các cuộc tàn sát và chủ nghĩa bài Do Thái dù mối quan hệ của phong trào với người Do Thái phức tạp hơn. Các tướng lĩnh Bạch Vệ tin rằng Cách Mạng là âm mưu của người Do Thái.
Một số nhà sử học phân biệt Phong trào Bạch Vệ với cái gọi là "Dân chủ phản cách mạng" chủ yếu do SR tả khuynh và Menshevik lãnh đạo, những người theo những giá trị của nền dân chủ nghị viện và duy trì các chính phủ dân chủ chống  Bolsheviks (Komuch, Chính Phủ Lâm Thời Toàn Nga) đến tháng 11 năm 1918 và sau đó ủng hộ Bạch Vệ hoặc Hồng Quân hoặc chống lại cả hai.
Sau thất bại quân sự của Phong trào Bạch Vệ, phe Bạch Vệ bị trục xuất khỏi Liên Xô đã tiếp tục đấu tranh bằng cách tạo ra các nhóm vũ trang để tiến hành chiến tranh du kích trong lãnh thổ Liên Xô, Một số cựu chỉ huy Bạch vệ cũng hy vọng lật đổ chính quyền Liên Xô bằng cách hợp tác với Đức Quốc xã trong Thế chiến II. Khi lưu vong, tàn dư và sự tiếp nối của phong trào vẫn tồn tại trong một số tổ chức, một số trong đó chỉ có sự ủng hộ hạn hẹp, tồn tại trong cộng đồng Bạch vệ di cư ở nước ngoài rộng lớn hơn cho đến sau sự sụp đổ của các quốc gia cộng sản châu Âu trong các cuộc Cách mạng Đông Âu năm 1989 và sự giải thể sau đó của Liên Xô vào năm 1990–1991. Cộng đồng chống cộng lưu vong này thường chia thành nhóm tự do và nhóm bảo thủ, một số người vẫn hy vọng triều đại Romanov sẽ được phục hưng.

## Tư Tưởng
Trên tất cả, phong trào Bạch Vệ nổi lên như là đối thủ của Hồng Quân. Bạch Quân đã tuyên bố mục tiêu là đảo ngược Cách Mạng Tháng Mười và loại bỏ đảng Bolsheviks khỏi hội đồng lập hiến (Bị giải tán bởi đảng Bolshevik vào Tháng 1 năm 1918) có thể được triệu tập. Họ đã làm để loại bỏ các bộ máy và chức sắc Nga Xô Viết ra khỏi các vùng lãnh thổ kiểm soát của Bạch Vệ.
Phe Bạch Vệ tự coi mình là những người ủng hộ chủ nghĩa yêu nước, chủ nghĩa dân tộc và chủ nghĩa bảo thủ Nga. Đối nghịch với chủ nghĩa quốc tế và các chương trình xã hội cách mạng của đảng Bolsheviks; Họ tuyên bố rằng họ đang chiến đấu "Vì nước Nga", mong đợi người dân nhận ra rằng đảng Bolsheviks "Rõ ràng là xấu xa" và quay lưng lại với họ và ngụ ý rằng nước Nga như một thự thể chính trị chỉ có thể tồn tại trên cơ sở các nguyên tắc xã hội và chính trị truyền thống phù hợp với lịch sử của nước Nga, và những người muốn thay đổi căn bản trật tự xã hội và chính trị là những "Kẻ chống lại nước Nga". Phe Bạch Vệ từ chối chủ nghĩa đặc thù dân tộc và chủ nghĩa ly khai.
Cơ quan tuyên truyền của Quân Tình Nguyên, OSVAG (tiếng Nga: ОСВАГ (ОСВедомительное АГентство), chuyển tự: OSVAG (OSVedomitelnoe AGentstvo), nghĩa đen là 'Cơ quan thông tin'), tuyên bố rằng "người Do Thái phải trả giá cho mọi thứ: cho cuộc cách mạng tháng Hai và tháng Mười, cho chủ nghĩa Bolshevik và cho những người nông dân đã lấy đất của họ từ địa chủ". Cơ quan này cũng tái bản "Protocols of the Elders of Zion" (Tiếng Việt:(dịch thô) Biên bản của các bô lão Do Thái). Mặc dù quân của Denikin chỉ thực hiện 17,2% các cuộc tàn sát (hầu hết do những người theo chủ nghĩa dân tộc Ukraine học quân nổi dậy không liên quan đến các bên), Sĩ quân bạch vệ tán dương những người lính thực hiện các hành động bài Do Thái, một vài người còn được thưởng vì hành động của họ.

Lãnh Đạo quốc hội Anh Winston Churchill (1874 - 1965) đã đích thân cảnh bảo Tướng Anton Denikin (1872-1947), cựu chủ huy Quân đội Đế Quốc và sau này là lãnh đạo Bạch Quân, người có lực lượng quân đội thực hiện các cuộc tàn sát và đàn áp người Do Thái: 
Nhiệm vụ của tôi trong việc giành được sự ủng hộ trong Quốc hội cho chủ sự nghiệp dân tộc Nga sẽ khó khăn hơn vô cùng nếu những lời phàn nàn có xác thực tiếp tục được nhận từ người Do Thái trong khu vực của Quân Tình Nguyện
Tuy nhiên, Denikin không dám khuyên các sĩ quan của mình và vẫn hài lòng với những lời lên án chính thức mơ hồ.
Ngoài việc chống lại Bolshevik và chống cộng sản và yêu nước, Bạch vệ không có hệ tư tưởng hoặc nhà lãnh đạo chính nào. Bạch Quân đã thừa nhận một nguyên thủ quốc gia lâm thời duy nhất trong một Thống đốc tối cao của Nga trong Chính phủ lâm thời toàn Nga, nhưng chức vụ này chỉ nổi bật dưới sự lãnh đạo trong các chiến dịch chiến tranh trong giai đoạn 1918–1920 của Đô đốc Alexander Kolchak, cựu thành viên của Hải quân Đế quốc Nga trước đây.

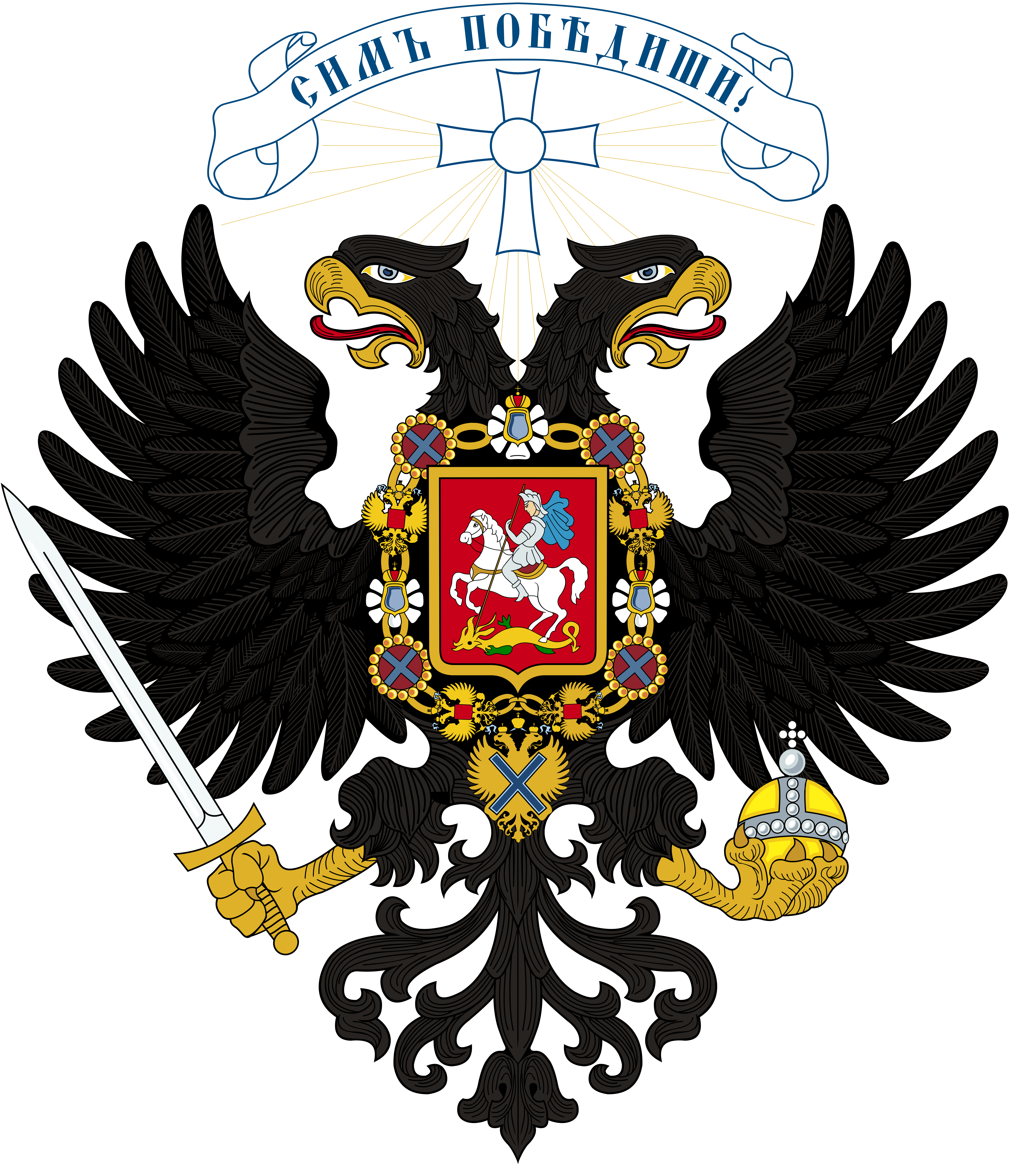
Quốc Huy không chính thức của chính quyền Kolchak.

Phong trào Bạch Vệ không có chính sách đối ngoại cố định. Bạch Vệ khác biệt về chính sách đối với Đế chế Đức trong việc chiếm đóng kéo dài miền tây nước Nga, các quốc gia vùng Baltic, Ba Lan và Ukraine trên Mặt trận phía Đông vào những ngày cuối của Thế chiến, tranh luận về việc có nên liên minh với Đức hay không. Bạch Vệ muốn tránh bỏ qua bất kỳ quốc gia ủng hộ và đồng minh tiềm năng nào và do đó coi vị trí quân chủ độc quyền là bất lợi cho mục tiêu và việc tuyển quân của họ. Các lãnh đạo phong trào Bạch Vệ ủng hộ người Nga thành lập chính phủ của riêng họ, tuyên bố rằng quân đội không thể quyết định thay cho người Nga. Đô đốc Alexander Kolchak đã thành công trong việc thành lập một chính phủ tạm thời thời chiến ở Omsk, được hầu hết các lãnh đạo Bạch vệ khác công nhận, nhưng cuối cùng chính phủ này đã tan rã sau những bước tiến quân sự của phe Bolshevik.
Một số quân phiệt liên kết với phong trào Bạch vệ, chẳng hạn như Grigory Semyonov và Roman Ungern von Sternberg, không thừa nhận bất kỳ quyền lực nào ngoài quyền lực của chính họ. Do đó, phong trào Bạch vệ không có niềm tin chính trị thống nhất, vì các thành viên có thể là những người theo chủ nghĩa quân chủ, cộng hòa, cánh hữu hoặc Kadet (Đảng Dân Chủ Hiến Pháp). Trong số các lãnh đạo Bạch vệ, cả Tướng Lavr Kornilov và Tướng Anton Denikin đều không theo chủ nghĩa quân chủ, nhưng Tướng Pyotr Nikolayevich Wrangel lại là một người theo chủ nghĩa quân chủ sẵn sàng chiến đấu vì một chính phủ cộng hòa của Nga. Hơn nữa, các đảng phái chính trị khác ủng hộ Bạch vệ chống Bolshevik, trong số đó có Đảng Cách mạng Xã hội chủ nghĩa (SR tả khuynh) và những đảng phái khác phản đối cuộc đảo chính của đảng Bolshevik vào tháng 10 năm 1917. Tùy thuộc vào thời gian và địa điểm, những người ủng hộ Bạch vệ cũng có thể đổi lòng trung thành với cánh hữu để lấy lòng trung thành với Hồng quân.
Không giống như đảng Bolshevik, Bạch Quân không chia sẻ một hệ tư tưởng, phương pháp luận hay mục tiêu chính trị duy nhất. Họ được lãnh đạo bởi các vị tướng bảo thủ với các chương trình nghị sự và phương pháp khác nhau, và phần lớn hoạt động khá độc lập với nhau, với ít sự phối hợp hoặc gắn kết. Thành phần và cấu trúc chỉ huy của Bạch Quân cũng khác nhau, một số bao gồm các cựu chiến binh dày dạn kinh nghiệm của Thế chiến thứ nhất, một số khác là những người tình nguyện mới hơn. Những khác biệt và chia rẽ này, cùng với việc không có khả năng đưa ra một chính phủ thay thế và giành được sự ủng hộ của người dân, đã ngăn cản Bạch Quân giành chiến thắng trong Nội chiến.

## Cấu Trúc

### Bạch Quân
Xem Thêm: Bạch quân, Quân Tình Nguyện

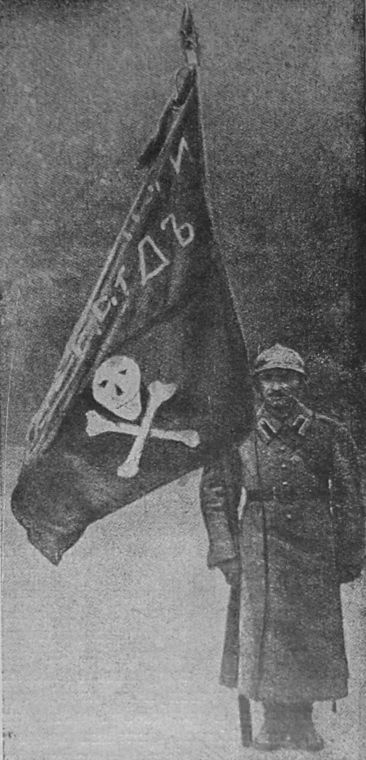
Một Lính Bạch Vệ thuộc Trung Đoàn Kornilov

Quân Tình Nguyện ở Nam Nga trở thành một trong những lực lượng nổi bật nhất và lớn nhất trong số các lực lượng Bạch Vệ ở Nga. Bắt đầu là một lực lượng nhỏ và có tổ chức tốt vào tháng Giêng 1918, Quân tình nguyện nhanh chóng phát triển khi người Cossack Kuban tham gia lực lượng và lệnh động viên nông dân và người Cossack tham gia quân ngũ bắt đầu. Cuối tháng 2 năm 1918, 4,000 quân dưới quyền chỉ huy của tướng Alexei Kaledir buộc phải rút khỏi vùng Rostov-on-Don trước cuộc tiến công của Hồng Quân, hay được biết đến là cuộc hành quân băng giá (Ice March) Bạch Quân đến Kuban và đoàn kết lại những người Cossack, vì hầu hết trong số đo không ủng hộ Quân Tình Nguyện. Vào tháng Ba cùng năm, 3,000 quân dưới quyền của tướng Viktor Pokrovsky đã gia nhập Quân Tình Nguyện, nâng tổng số quân lên 6,000 quân và đến tháng Sáu là 9,000 quân. Năm 1919, Người Cossack Don gia nhập Quân Tình Nguyện. Trong năm đó, từ tháng Năm đến tháng 10, Quân Tình Nguyện đã tăng từ 64,000 đến 150,000 quân và được tiếp vận tốt hơn Hồng Quân. Bạch Quân bao gồm những người tích cực chống Bolsheviks, chẳng hạn như người Cossack, Quý Tộc Nga và nông dân với tư cách là lính nghĩa vụ và lính tình nguyện. 
Phong Trào Bạch Vệ tiếp cận với nhiều lực lượng hải quân khác nhau, cả trên biển và trên sông, đặc biệt là Hạm đội Biển Đen.
Lực lượng không quân liên kết với Bạch Quân bao gồm Quân Đoàn Không Quân Anh-Slav ( S.B.A.C). Phi công Nga Alexander Kazakov hoạt động trong lực lượng này.

### Quản Lý
Lãnh đạo và các thành viên đầu tiên trong phong trào Bạch vệ chủ yếu xuất thân từ hàng ngũ sĩ quan quân đội. Nhiều người đến từ ngoài giới quý tộc, chẳng hạn như các tướng Mikhail Alekseyev và Anton Denikin, những người xuất thân từ gia đình nông nô, hoặc Tướng Lavr Kornilov, một người Cossack.
Các tướng Bạch vệ không bao giờ thành thạo công tác quản lý; họ thường sử dụng "các viên chức tiền cách mạng" hoặc "các sĩ quan có khuynh hướng quân chủ" để quản lý các khu vực do Bạch vệ kiểm soát.
Quân Bạch vệ thường vô pháp và vô kỉ luật. Ngoài ra, các vùng lãnh thổ do Bạch vệ kiểm soát có nhiều loại tiền tệ khác nhau và thay đổi với tỷ giá hối đoái không ổn định. Loại tiền tệ chính, Đồng Rúp của Quân Tình nguyện, không có vàng hỗ trợ.

## Các Mặt Trận
Bạch Vệ Và Hồng Quân đã chiến đấu trong nội chiến Nga từ tháng Mười một năm 1917 đến năm 1921, và các cuộc giao tranh lẻ tẻ tiếp tục ở vùng Viễn Đông Nga đến tháng Sáu năm 1923, Bạch Quân—Được hỗ trợ bới lực lượng Đồng Minh (Phe Hiệp Ước) từ những quốc gia như Nhật, Anh, Pháp, Hy Lạp, Ý và Hoa Kỳ.

## Các chỉ huy quan trọng

Chỉ huy Bạch vệ Aleksandr Fyodorovich Kerenskii cựu thủ tướng Chính phủ lâm thời trước Cách mạng tháng 10 Nga

- Aleksandr Fyodorovich Kerenskii
- Mikhail Alekseev
- Stanislaw Bulak Balachowicz
- Pavel Bemondt Avalov
- Anton Denikin
- Mikhail Drozdovsky
- Mikhail Diterikhs
- Alexander Dutov
- Ivan IIyn
- Aleksei Kaledin
- Vladimir Kappel
- Alexander Kolchak
- Lavr Kornilov
- Pyotr Krasnov
- Alexander Kutepov
- Anatoly Lieven
- Vyacheslav Naumenko
- Konstantin Mamontov
- Sergey Markov
- Vladimr May-Mayevsky
- Evgenii Miller
- Viktor Pokrovsky
- Grigory Semenov
- Andrei Shkuro
- Baron Roman von Ungern-Sternberg
- Pyotr Wrangel
- Nikolai Yudenich